# Hexacinia radiosa
Hexacinia radiosa är en tvåvingeart som först beskrevs av Camillo Rondani 1868.  Hexacinia radiosa ingår i släktet Hexacinia och familjen borrflugor. Inga underarter finns listade i Catalogue of Life.